# にほんの里100選
『にほんの里100選』（にほんのさとひゃくせん）は、朝日新聞社が2008年に朝日新聞創刊130周年と森林文化協会創立30周年の記念事業として募集・選定した。
選定委員長は映画監督山田洋次。

## 概要
「朝日新聞創刊130周年」と「森林文化協会創立30周年」の記念事業として、「にほんの里100選」が公募された。応募4474件から選出された候補地を「景観」「生物多様性」「人の営み」を基準に現地調査、その中から選定委員会らが100ヵ所を選出した。
「にほんの里100選」は、テレビ朝日と朝日新聞社との共同企画番組として2009年1月11日から3月22日まで、テレビ朝日系列（一部を除く）で放送されたミニ紀行番組。

## にほんの里100選
- 1 北海道 浜中町
- 2 北海道 黒松内町
- 3 青森県 福浦
- 4 青森県 新田
- 5 岩手県 山根六郷
- 6 岩手県 上附馬牛・大出
- 7 岩手県 萩荘・厳美の農村部
- 8 宮城県 蕪栗沼
- 9 宮城県 江島
- 10 秋田県 八森
- 11 秋田県 阿仁根子
- 12 山形県 曲川木の根坂
- 13 山形県 小玉川
- 14 福島県 猪苗代湖
- 15 福島県 中川
- 16 茨城県 持方
- 17 茨城県 八郷
- 18 栃木県 茂木町北部地区
- 19 栃木県 西下ケ橋
- 20 群馬県 粕川町室沢
- 21 群馬県 秋畑那須
- 22 埼玉県 風布
- 23 埼玉県 三富新田
- 24 千葉県 結縁寺
- 25 千葉県 平久里下

- 26 東京都 小野路
- 27 神奈川県 上山口
- 28 神奈川県 藤野町佐野川
- 29 新潟県 片野尾・月布施・野浦
- 30 新潟県 松之山・松代
- 31 富山県 生地
- 32 富山県 砺波平野散居村
- 33 石川県 町野町金蔵
- 34 石川県 白峰
- 35 石川県 橋立町
- 36 福井県 白山・坂口
- 37 福井県 三方五湖
- 38 山梨県 牧丘・八幡
- 39 山梨県 増富
- 40 長野県 栄村
- 41 長野県 小川村
- 42 長野県 遠山郷・上村下栗
- 43 長野県 根羽村
- 44 岐阜県 神岡町山之村
- 45 静岡県 石部
- 46 静岡県 川根本町
- 47 愛知県 川売
- 48 愛知県 佐久島
- 49 三重県 須賀利町
- 50 三重県 浅里

- 51 滋賀県 白王・円山
- 52 滋賀県 甲南町杉谷新田
- 53 京都府 伊根湾の舟屋群
- 54 京都府 上世屋
- 55 京都府 越畑・樒原
- 56 大阪府 長谷
- 57 大阪府 穂谷
- 58 兵庫県 円山川流域
- 59 兵庫県 黒川
- 60 奈良県 深野
- 61 奈良県 奥明日香
- 62 奈良県 桑畑果無
- 63 和歌山県 天野
- 64 和歌山県 口色川
- 65 鳥取県 別所・国信
- 66 鳥取県 西谷新田
- 67 島根県 西ノ島
- 68 島根県 斐川町
- 69 岡山県 阿波
- 70 岡山県 真鍋島
- 71 広島県 因島重井町
- 72 広島県 八幡湿原
- 73 山口県 祝島
- 74 山口県 米川東部地区
- 75 山口県 徳地串

- 76 徳島県 八重地
- 77 徳島県 大神高開
- 78 香川県 中山
- 79 愛媛県 上畑野川
- 80 愛媛県 城川町田穂
- 81 愛媛県 遊子水荷浦
- 82 高知県 里川
- 83 高知県 相名
- 84 福岡県 和白干潟
- 85 福岡県 星野村
- 86 佐賀県 加部島
- 87 佐賀県 湯崎
- 88 長崎県 神代小路
- 89 長崎県 豆酘
- 90 長崎県 崎山
- 91 熊本県 阿蘇のカルデラ
- 92 熊本県 五和町二江
- 93 大分県 皿山
- 94 大分県 大越
- 95 宮崎県 北浦町
- 96 宮崎県 都城市周辺の農村部
- 97 鹿児島県 笠沙町大当
- 98 鹿児島県 加計呂麻島
- 99 沖縄県 やんばるの森
- 100 沖縄県 久米島

## テレビ番組
2009年（平成21年）1月11日から同年3月22日までテレビ朝日系列局で放送されていたテレビ朝日製作の紀行番組・教養番組である。全9回。放送時間は毎週日曜 18:56 - 19:00 （日本標準時）。ハイビジョン制作、字幕放送実施。アナログ放送では、画面上下に黒幕ができるレターボックス形式で放送されていた。
テレビ朝日と朝日新聞社が共同企画した正味3分ほどのミニ番組で、実制作はテレビ朝日と花組が担当。
朝日新聞社が2008年に朝日新聞創刊130周年と森林文化協会創立30周年の記念事業として募集・選定した「にほんの里100選」の一部を紹介していた。森林文化協会は、朝日新聞社が創刊100周年を記念して1978年9月に設立した公益法人である。
番組は、「残したいにほんの里。」という台詞とスーザン・オズボーンが歌う「赤とんぼ Autumn Song」で始まっていた。実尺2分10秒の番組本編では、「にほんの里100選」に選定した地域の風景や人々の暮らしを貫地谷しほりによるナレーションと映像で紹介。番組の最後には、「ありがとう」のテロップとともに「きょうの里みやげ」を5秒間紹介していた。
前番組『挑戦するNo.1』はスズキの一社提供で放送されていたが、本番組はスポンサーを特に置かず、パーティシペーション扱いで放送されていた。また、本番組が放送されていたのはテレビ朝日系フルネット24局のみで、クロスネット局の福井放送とテレビ宮崎では未放送だった（前者は日曜 18:55 - 19:00 に日本テレビの『プレミアムスウィッチ』を、後者は日曜 18:30 - 19:00 にフジテレビの『サザエさん』を放送）。

### 取り上げた地域
番組が取り上げた「にほんの里」は以下の9か所。
1. 松之山・松代（新潟県十日町市、1月11日放送分）
2. 風布（埼玉県大里郡寄居町、1月18日放送分）
3. 桑畑果無（奈良県吉野郡十津川村、1月25日放送分）
4. 蕪栗沼（宮城県大崎市、2月15日放送分）
5. 山根六郷（岩手県久慈市、2月22日放送分）
6. 三富新田（埼玉県所沢市・入間郡三芳町、3月1日放送分）
7. 黒川（兵庫県川西市、3月8日放送分）
8. 川売（愛知県新城市、3月15日放送分）
9. 石部（静岡県賀茂郡松崎町、3月22日放送分）

### にほんの里100選スペシャル
レギュラー放送終了後の2009年5月3日（日曜）、ナレーターの貫地谷しほりと加藤晴彦が「にほんの里」に選ばれた地域13か所を訪れる関連特別番組『にほんの里100選スペシャル』が『サンデープレゼント』枠で放送された。同特番は、クロスネット局の福井放送でも2010年2月21日（日曜） 10:00 - 11:30に放送された。